# Prazosina
La  prazosina è un alfa-bloccante che provoca una diminuzione della resistenza periferica totale ed è utilizzata per il trattamento dell'ipertensione. La prazosina è commercializzata da Pfizer ed è stata inizialmente approvata dalla Food and Drug Administration nel 1988. Appartiene alla classe di farmaci noti come antagonisti del recettore α1.
Recentemente, molti studi hanno valutato i benefici di questo farmaco nel controllo dei sintomi del disturbo da stress post-traumatico e degli incubi associati.

## Farmacologia

### Indicazione d'uso
Il farmaco è indicato per il trattamento dell'ipertensione e può essere somministrato da solo o in combinazione con altri farmaci per ottenere un marcato effetto ipotensivo, inclusi diuretici o agenti bloccanti β-adrenergici.
La prazosina non influisce negativamente sulla funzione polmonare e può quindi essere utilizzata per gestire l'ipertensione nei pazienti asmatici o nei pazienti con broncopneumopatia cronica ostruttiva.
Il farmaco è inoltre impiegato per il trattamento delle seguenti condizioni associate: agitazione, iperplasia prostatica benigna, malattia di Raynaud e disturbi del sonno/incubi.

### Farmacodinamica

#### Effetti sulla pressione sanguigna
L'effetto farmacodinamico e terapeutico di questo farmaco include una diminuzione della pressione sanguigna, nonché diminuzioni clinicamente significative della gittata cardiaca, della frequenza cardiaca, del flusso sanguigno renale e della velocità di filtrazione glomerulare. La diminuzione della pressione sanguigna può verificarsi sia in posizione eretta che supina.
Molti degli effetti sopra citati sono dovuti alla vasodilatazione dei vasi sanguigni causata dalla prazosina, che comporta una riduzione della resistenza periferica. La resistenza periferica si riferisce al livello di resistenza dei vasi sanguigni al flusso di sangue che li attraversa. Quando i vasi sanguigni si restringono, la resistenza aumenta, mentre quando si dilatano, la resistenza periferica diminuisce, riducendo la pressione sanguigna.

#### Effetti sui disturbi del sonno correlati al disturbo da stress post-traumatico
Alcuni studi hanno suggerito che questo farmaco migliora il sonno nei pazienti affetti da insonnia correlata agli incubi e al disturbo da stress post-traumatico, causati dall'iperattivazione. Questo effetto probabilmente si verifica attraverso l'inibizione della stimolazione adrenergica presente negli stati di iperattivazione.

### Meccanismo d'azione
I recettori α-adrenergici sono essenziali per la regolazione della pressione sanguigna negli esseri umani. Esistono due tipi di recettori α, ovvero di tipo α1 e α2, entrambi svolgono un ruolo cruciale nella regolazione della pressione sanguigna. I recettori α1 sono postsinaptici (posizionati dopo la giunzione nervosa, o spazio tra una fibra nervosa e il tessuto bersaglio) ed in questo caso, il tessuto bersaglio è il muscolo liscio vascolare. Questi recettori, quando attivati, aumentano la pressione sanguigna.
La prazosina inibisce i recettori α1 adrenergici postsinaptici causando il blocco dell'effetto vasocostrittore mediato delle catecolamine (adrenalina e noradrenalina) sui vasi sanguigni, portando alla dilatazione dei vasi periferici. Attraverso la costrizione dei vasi sanguigni tramite l'attivazione dei recettori adrenergici, l'adrenalina e la noradrenalina normalmente agiscono per aumentare la pressione sanguigna.

### Assorbimento
Dopo somministrazione di una dose per via orale, le concentrazioni plasmatiche di picco vengono raggiunte circa 3 ore dopo. Vi è un'associazione lineare tra la dose di prazosina somministrata e la concentrazione plasmatica allo steady state.

#### Volume di distribuzione
Il volume di distribuzione del farmaco è approssimativamente di 0,6 L/kg.

#### Legame proteico
La prazosina è fortemente legata alle proteine plasmatiche, con il 97% di legame all'albumina e alla glicoproteina alfa 1-acida. Si ritiene che la prazosina sia per lo più (circa l'80-90%) legata all'albumina.

### Metabolismo
Nel caso degli animali, l'idrocloruro di prazosina viene ampiamente metabolizzato. Questo avviene attraverso demetilazione e coniugazione epatica. Alcuni studi su esseri umani o cellule umane in vitro mostrano un metabolismo simile della prazosina.

#### Via di eliminazione
Il farmaco viene principalmente eliminato attraverso la bile e le feci.

#### Emivita
Il farmaco presenta una emivita plasmatica di circa 2-3 ore.

#### Clearance
Nei pazienti con insufficienza cardiaca congestizia, la clearance di questo farmaco è ridotta. Un'alterazione della funzione renale non ha effetti rilevanti sull'eliminazione.

### Tossicità
Nell'uomo la dose tossica minima per via orale è di 285 µg/kg nel maschio e di 10 µg/kg nella donna.
La dose letale 50 per somministrazione tramite via orale nel topo è di 1950 mg/kg; tramite somministrazione intraperitoneale è di 102 mg/kg.

#### Informazioni sul sovradosaggio
L'ingestione accidentale di almeno 50 mg di prazosina da parte di un bambino di due anni ha causato una grave sonnolenza con riflessi depressi. Non si è verificata una diminuzione della pressione sanguigna e il bambino si è ripreso senza complicazioni.

#### Uso in gravidanza
Non esistono studi adeguati e ben controllati che determinino la sicurezza dell'uso della prazosina durante la gravidanza. È considerato un farmaco di categoria C per la gravidanza. La prazosina dovrebbe essere utilizzata durante la gravidanza solo nei casi in cui il beneficio superi il possibile rischio per la madre e il feto. In casi specifici in cui il controllo della pressione sanguigna era urgente durante la gravidanza, è stata utilizzata la prazosina e non sono stati segnalati effetti sul feto o sul neonato.

#### Uso durante l'allattamento
Questo farmaco viene escreto in piccole concentrazioni nel latte materno e per questo motivo dovrebbe essere utilizzato con cautela durante l'allattamento.